# Kalottberg

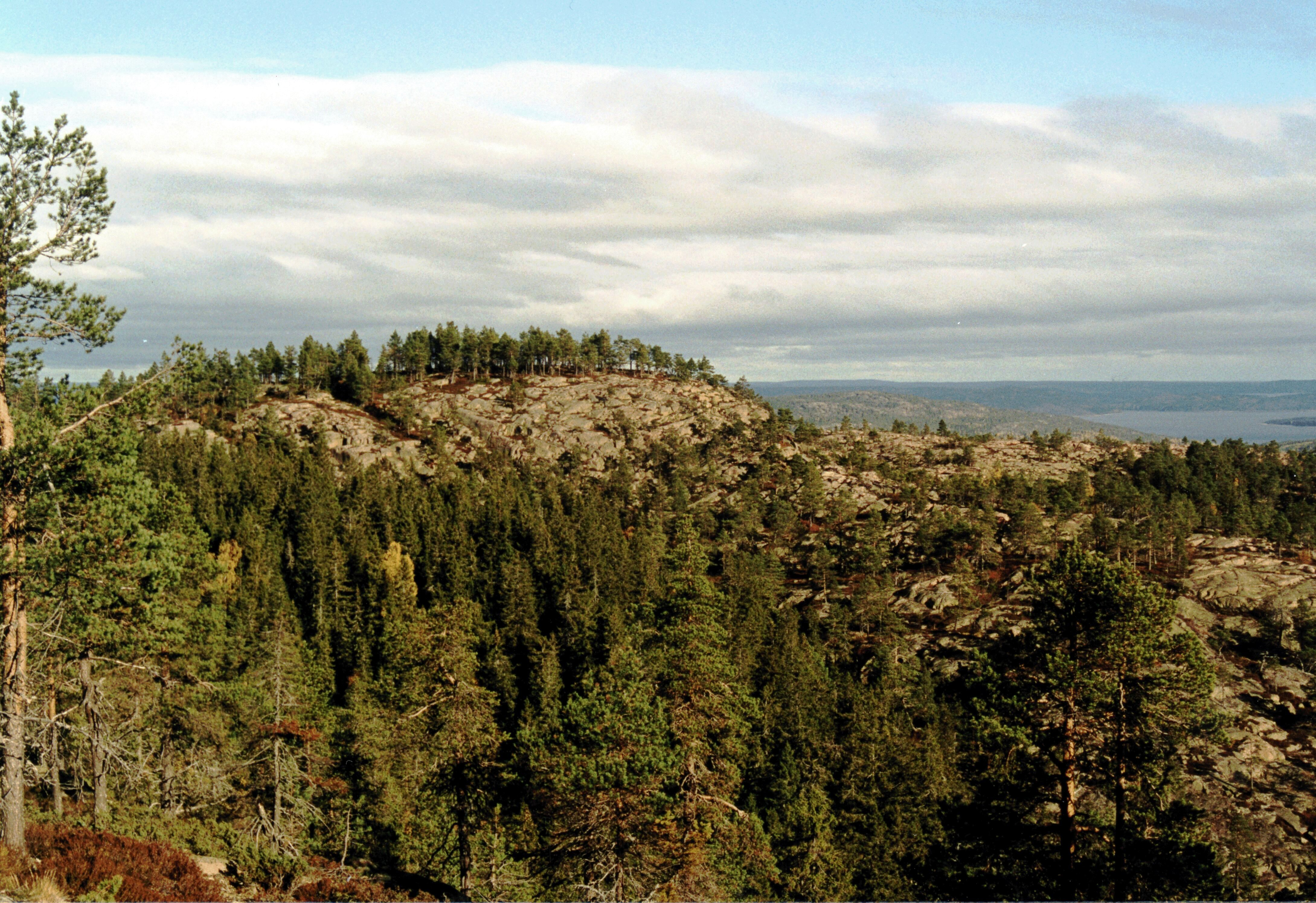
Ett kalottberg i Skuleskogens nationalpark.

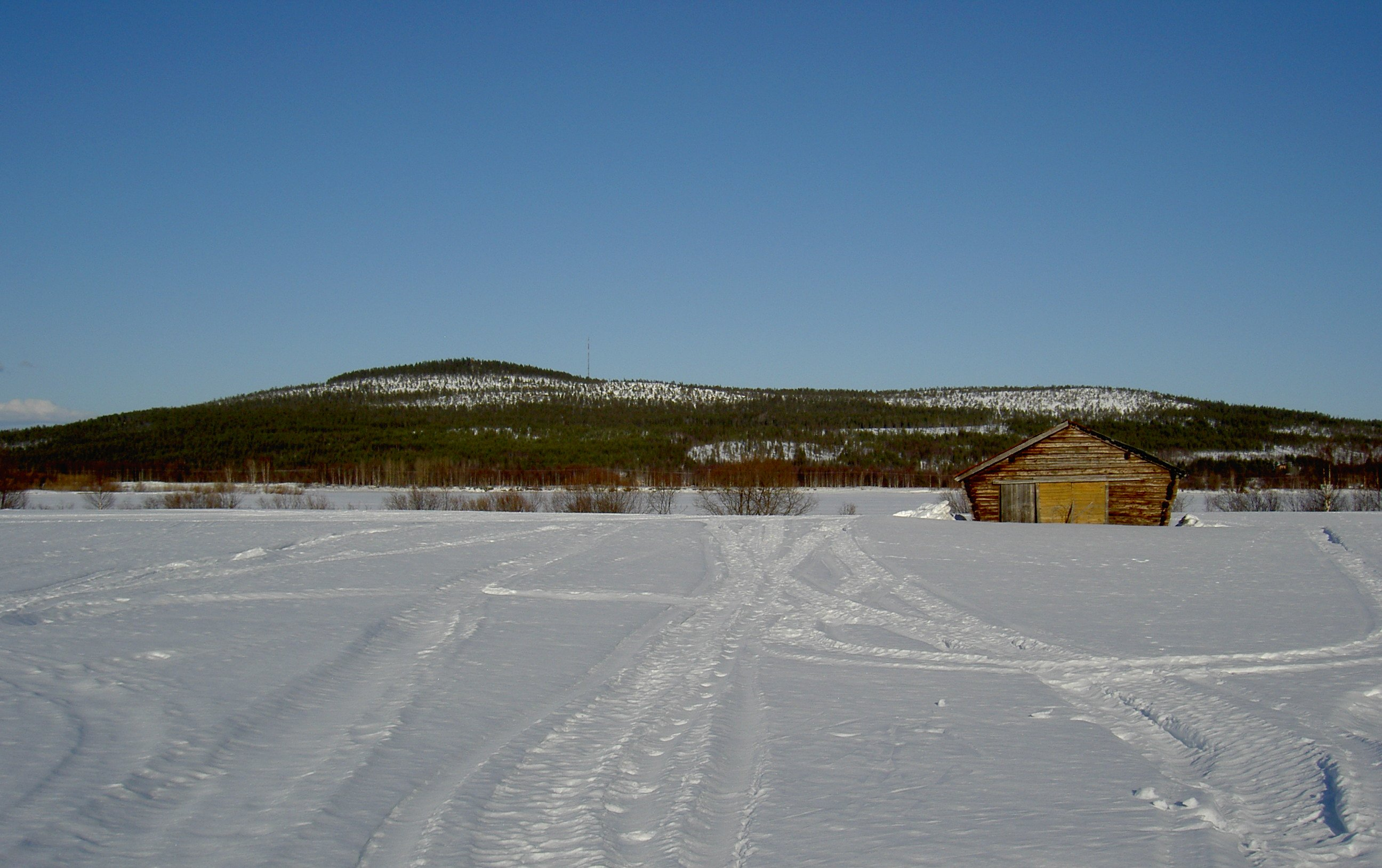
Berget Aavasaksa med sin karakteristiska skogklädda kalott.

Kalottberg är berg som har en skogklädd topp och kalspolade hällar eller klapperstensfält på sluttningarna. Dessa är vanliga i Norrlands kustland.
Kalottberg har delvis legat ovanför högsta kustlinjen. När inlandsisen smält undan var kalottbergens toppar öar som stack upp ur havet. Vågor slog mot bergets sluttningar och spolade bort jord. Landhöjningen, till följd av att trycket mot jordytan minskade när isen smält bort, har med tiden gjort dessa öar till berg. Ovanför högsta kustlinjen lämnades moränjord orörd kvar, vilket har gjort att skog kunnat växa där och bilda en kalott.

## Exempel på kalottberg
- Skuleberget vid Höga kusten
- Gålberget öster om Botsmark
- Kalahatten i Pitebygden
- Brännberget sydväst om Boden i Lule älvdal
- Snöberget vid Niemisel i Rånedalen
- Vitberget vid Räktjärv i Kalixdalen
- Aavasaksa, Salolaki, Iso Paljukkavaara och Einivaara vid Övertorneå i Tornedalen

Ett vackert exempel utgör Listershuvud i Blekinge. Från forna kustnivån på ca 55 m ö.h. och ned till havsnivå finns, längs en kilometerlång sluttning, en residualjord bestående av rundslipade stenar och block avlagrade i tydliga strandterrasser.